# 桀燕

桀燕
大燕

917年の桀燕の版図（図中の緑「燕」）

桀燕（けつえん、895年 - 913年）は、中国五代十国時代に北京と河北省北部を支配した国。ただし正式に称帝していた期間は911年 - 913年の僅か2年間である。
正式な国号は大燕だが、後世の史家は桀燕と呼び習わしている。

## 歴史
911年8月、劉守光は幽州で皇帝を自称し、国号を大燕と定めた。しかし913年11月に李存勗によって幽州は陥落、劉守光は逃亡するが、結局捕らえられ、ここに桀燕は滅亡した。

## 桀燕の統治者
| 代数 | 名前   | 生没年    | 在位          |
| ---- | ------ | --------- | ------------- |
| １   | 劉守光 | ? - 914年 | 911年 - 913年 |

## 資料

### 新五代史
- 『唐本紀第五』
天祐六年…（中略）…燕王劉守光聞晋攻梁深入，乃大治兵，声言助晋，王患之，乃旋師．七月，會趙王王鎔於承天軍．劉守光稱帝於燕．